# Grote kamerkapel
De Grote kamerkapel of Grote kamerkapel van Ghesuele of  Sint-Bernarduskapel is een kapel in Bever in de Belgische provincie Vlaams-Brabant. De kapel staat in de landelijke wijk Ghesuele aan een kruispunt waar drie wegen, allen met de naam Ghesuele, bij elkaar komen. De kapel is toegewijd aan Sint-Bernardus van Clairvaux en is in privébezit.

## Geschiedenis
De kapel werd gebouwd omstreeks het midden van de 19de eeuw. Men vermoedt dat hier een eerste kapel werd opgericht ter nagedachtenis van de reizen van Sint-Bernardus langs Ghesuele. Volgens bollandisten zou hij hier tot negenmaal geweest zijn tussen 1131 en 1151 toen hij in de abdij van Affligem verbleef.
Sint-Bernardus werd op massale wijze aanbeden ter afwering van de pest die in het begin van de 20ste eeuw de streek teisterde. Deze heilige werd vereerd in deze kapel omdat hier vroeger zijn relikwieën bewaard werden en had tot doel de genezing van ontstekingen van zowel mens als dier. Streekbewoners bezitten nog vaak een afbeelding van het gebed van hun bedevaart.
De huidige kapel werd vermoedelijk gebouwd in 1850 ter vervanging van een vroegere kapel.
In 2014 werd de windhaan op de klokkentoren opnieuw verguld. In hetzelfde jaar werd de kapel, samen met meer dan 20 andere kapellen in de weide omgeving, door provincie Vlaams-Brabant erkent als historisch erfgoed. In 2021 werd de klok zelf hersteld. 

## Beschrijving
De kapel werd opgetrokken in rode baksteen en later gecementeerd. De 5 meter hoge puntgevel is bedekt met een gevellijst en twee betonnen bollen versieren de steunberen. Het zadeldak is voorzien van een torenklokje met een klok, kruisbeeld en windhaan. Naast de dubbelvleugelige ingangsdeur is een ijzeren voetenschraper terug te vinden. In de ruime bidplaats bevindt zich een beursvormig wijwatervat vervaardigd uit gekapte arduin en een kaarsenhouder.